# フィルダーシュタット
フィルダーシュタット (ドイツ語: Filderstadt, ドイツ語発音: [ˈfɪldɐʃtat]) は、ドイツ連邦共和国バーデン＝ヴュルテンベルク州シュトゥットガルト行政管区のエスリンゲン郡に属す中規模都市である。この街は同州の中部に位置しており、州都シュトゥットガルトの南に直接境を接する。1975年の自治体再編で成立したこの街は、成立時にすでに人口2万人を超えており、1976年7月1日に大規模郡都市に位置づけられた。現在は、エスリンゲン・アム・ネッカーに次いでエスリンゲン郡で2番目に大きな街であり、シュトゥットガルト上級中心地域内のシュトゥットガルト中級中心地域に含まれる。フィルダーシュタットはシュトゥットガルト地方（1992年まではミッテレラー・ネッカー地方）およびシュトゥットガルト大都市圏に属している。

## 地理

### 位置
フィルダーシュタットは、高度 327 m から 474 m のフィルダー高地に位置している。「ゲフィルデ」という言葉で表される地形が本市の名前の由来である。西端のプラッテンハルト市区付近からシェーンブーフ自然公園が始まっている。シュヴェービシェ・アルプはこの街から眺められる距離にある。

### 隣接する市町村
北から時計回りに以下の市町村がフィルダーシュタットと境を接している。シュトゥットガルト（郡独立市）、ノイハウゼン・アウフ・デン・フィルデルン、ヴォルフシュルーゲン、アイヒタール（以上、エスリンゲン郡）、ヴァルデンブーフ（ベーブリンゲン郡）、ラインフェルデン＝エヒターディンゲン（エスリンゲン郡）。

### 市の構成
フィルダーシュタットの市域は、かつて独立した町村であった頃の名前を引き継ぐ5つの市区からなる。
| 市区                     | 面積 (km2) | 2015年の 人口（人） | 人口密度 （人/km2） | 位置 |
| ------------------------ | ---------- | ------------------- | ------------------- | ---- |
| ベルンハウゼン *         | 10.36      | 13,216              | 1276                | 北   |
| ボンランデン             | 5.82       | 10,296              | 1769                | 北東 |
| プラッテンハルト         | 11.17      | 8,482               | 759                 | 南西 |
| ジールミンゲン           | 9.36       | 7,566               | 808                 | 南   |
| ハルトハウゼン           | 1.88       | 4,094               | 2178                | 南東 |
| フィルダーシュタット全体 | 38.59      | 43,654              | 1131                |      |

* 行政機関の所在地
公式な市区の名称は、都市名にハイフンでつないで市区名を書く。
- ベルンハウゼン市区には、ベルンハウゼン地区、ハウス・クリンカーミューレ、ベルンハウゼンの森（ラインフェルデン＝エヒターディンゲンのシュテッテン地区を経由しないと行くことができない会議センターや森の休暇村を含む）、街から離れたシュトゥットガルト空港の滑走路の大部分、廃村のダハトグラーベン、ホルヴェ、ジーゲリンスホウス、ヴォルフシュルーゲン（場合によってはプラッテンハルト市区に属す）が含まれる。
- ボンランデン市区には、ボンランデン地区とグーテンハルデが含まれる。
- ハルトハウゼン市区には、ハルトハウゼン地区（一部は元々ジールミンゲンに含まれていた北東地域まで建物が建っている）からなる。
- プラッテンハルト市区には、プラッテンハルト地区とハウス・オーベーレ・クラインミヒェレスミューレ、ハウス・ウンテーレ・クラインミヒェルスミューレ、ベヒテンライン、ツィーゲルヒュッテ、および廃村ディーマンスヴァイラー、ホルプ、ヴォルフシュルーゲン（場合によってはベルンハウゼン市区に属す）が含まれる。
- ジールミンゲン市区には、ジールミンゲン地区、バイ・デン・ドライリンデン住宅地が含まれる。この住宅地には名前の由来となった平和のセイヨウボダイジュがあり、同時にフィルダー平地の最高地点でもある。また廃村のヴァイラー、ツーヴィンゲンまたはトイビンゲン（ベルンハウゼンからノイハウゼンへ向かう州道L1209号線の北側）もこの市区に含まれる[5]。さらにノイハウゼンおよびヴォルフシュルーゲン方面にいくつかの入植者の農場がある。

### 土地利用
2021年現在のこの街の用途別土地面積および占有率は以下の通りである。
| 用途         | 面積 (ha) | 占有率 (%) |
| ------------ | --------- | ---------- |
| 住宅用地     | 390       | 10.1       |
| 商工業用地   | 173       | 4.5        |
| レジャー用地 | 76        | 2.0        |
| 交通用地     | 570       | 14.8       |
| 農業用地     | 1756      | 45.5       |
| 森林         | 743       | 19.3       |
| 水域         | 16        | 0.4        |
| その他       | 131       | 3.4        |
| 合計         | 3855      | 100.0      |

### 保護区
フィルダーシュタットは南西の小さな部分がジーベンミューレンタール自然保護区となっており、同時にグレムスヴァルトおよびシュトゥットガルター・ブフト動植物生息保護地域にも指定されている。ここはションヴァルト・ジーベンミューレンタールに囲まれている。
さらに、フィルダー、グレムスヴァルト、バウムバッハタール＝ウールベルクの3つの景観保護区も存在する。

## 歴史
フィルダーシュタット市は、1975年1月1日にそれまで独立した自治体であったベルンハウゼン、ボンランデン、ハルトハウゼン、プラッテンハルト、ジールミンゲンが合併して成立した。当初は「フィルダーリンデン」という名称であったが、同年7月25日に「フィルダーシュタット」と改名された。1976年1月1日にこの新しい町に都市権が与えられ、市の申請に基づき半年後の1976年7月1日にバーデン＝ヴュルテンベルク州政府によって大規模郡都市に分類された。5つの旧町村はそれぞれ、ハルシュタット時代やアレマン人にまで遡る長い歴史を有している。町の名前は、シュヴァーベン＝アレマン語風に第1音節にアクセントがある。

### 地域の帰属

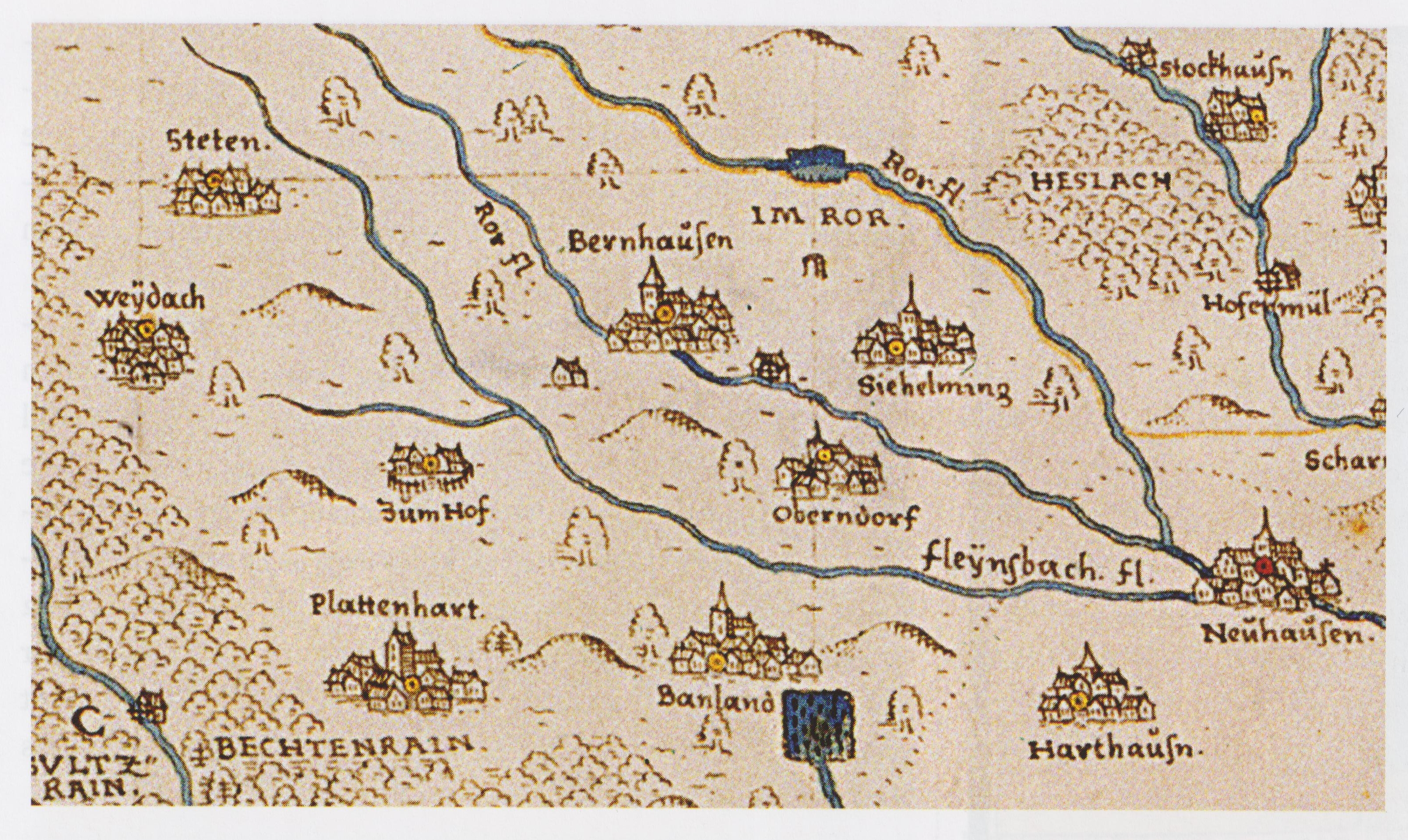
1600年頃のフィルダーシュタット周辺地図

アルトヴュルテンベルクの旧自治体は、ヴュルテンベルク公領の時代、1806年以降のヴュルテンベルク王国時代、1918年からのヴュルテンベルク自由人民州時代を通じてアムトあるいはアムツオーバーアムト・シュトゥットガルトに属していた。ナチ時代のヴュルテンベルクの郡再編でこの街は1938年にエスリンゲン郡に編入された。1945年にアメリカ管理地区の一部となり、新設されたヴュルテンベルク＝バーデン州に属した。この州は1952年に現在のバーデン＝ヴュルテンベルク州となった。

### 市区
ベルンハウゼンは、1089年に Berinhusen（シュヴァーベン古語で「Beroの住むところ」を意味する）として初めて記録されている。ベルンハウゼン家のいくつかの家系がこの集落の権利を有していたが、14世紀前半にはヴュルテンベルクのものとなった。
ボンランデンは、12世紀初めに Bonlandum として初めて記録されている。これは「樹木のあるところ」といった意味である。この集落は初めはベルンハウゼン家に、その後シュッフェルン家、シュタムハイム家、ザクセンハイム家に属した。ヴュルテンベルクは集落を一つ一つ交換していった。1400年頃にはボンランデン全域がヴュルテンベルク領となっていた。この領域は1820年頃にシェーンブーフの広い森林地域付近にまで拡大した。村のニックネームは「ザイザイヒャー」（ゼーピンクラー）である。
ハルトハウゼンは、1304年に Harthusen として記録されている。この地名は「山林に面した家々」という意味で、山林の他に牧草地の森をも意味する。ここもベルンハウゼン家の所有地であった。様々な領主を経た後、ハルトハウゼンもヴュルテンベルク家のものとなったが、16世紀になるまではシュタムハイム家とトゥンプ・フォン・ノイブルク家が小さな権利を有していた。
プラッテンハルトは、1269年に Blatinhart として初めて記録されている。おそらく platte =「平らな」、Hart =「牧草地の森」といった意味である。ベルンハウゼン家の他にウルスリンゲン家もこの集落に対する権利を有していたが、すぐにヴァルデンブーフとともにヴュルテンベルク領となった。1833年にこの町はいくつかの森を包含して拡大した。村のニックネームは「メッサーシュテッヒャー」である。
ジールミンゲンは、1275年に Sygehelmingen として初めて記録されている。この地名は、おそらく固有名詞の Sighelm または Sigehelm に由来すると考えられる。当時すでにオーバージールミンゲンとウンタージールミンゲンとに分かれていた。オーバージールミンゲンはベルンハウゼン家に属し、1363年にヴァルデンブーフとともにウルスリンゲン家からヴュルテンベルクに移譲された。ウンタージールミンゲンは様々な領主に属した後、一部がヴュルテンベルク領となった。ニュルティンゲン施療院が1806年までこの集落の一部を有していたが、この年にヴュルテンベルクに併合された。2つの村は1850年まで自治体連合を形成し、その後独立した自治体となったが、1923年にジールミンゲンの名の下に1つの自治体に統合された。

1693年にアンドレアス・キーザーによって描かれた絵図
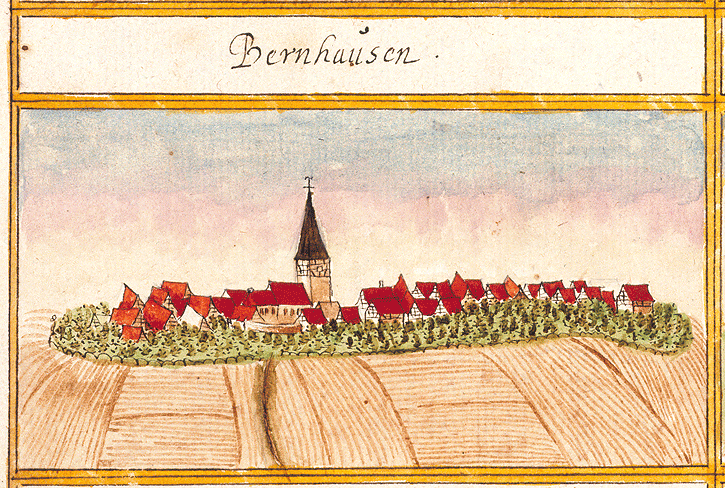
ベルンハウゼン
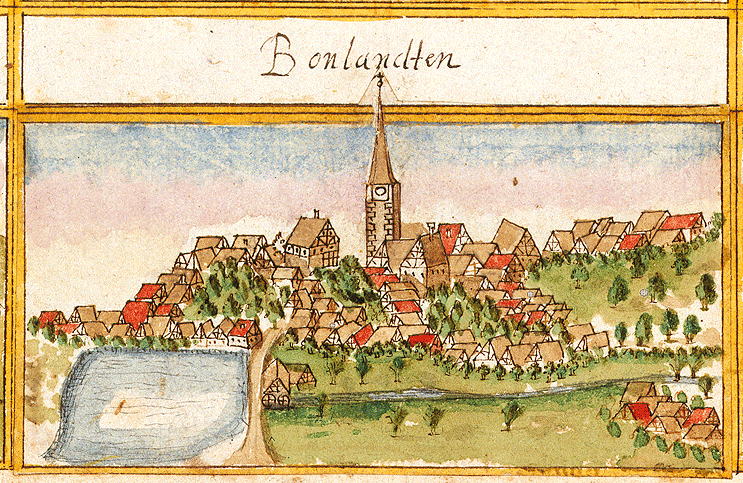
ボンランデン
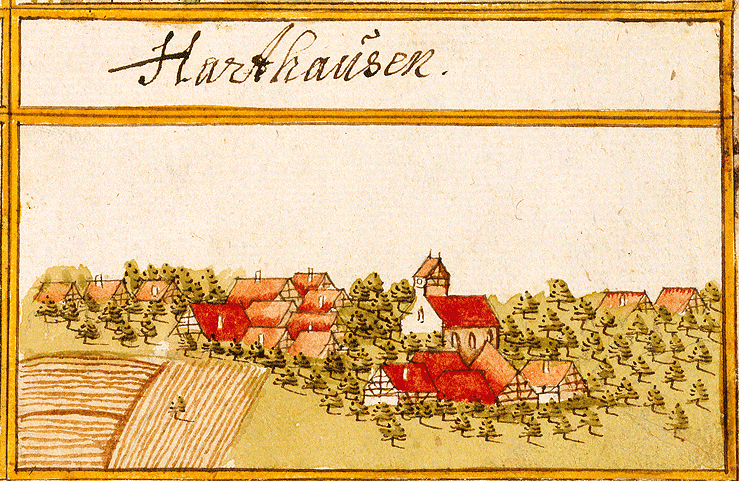
ハルトハウゼン
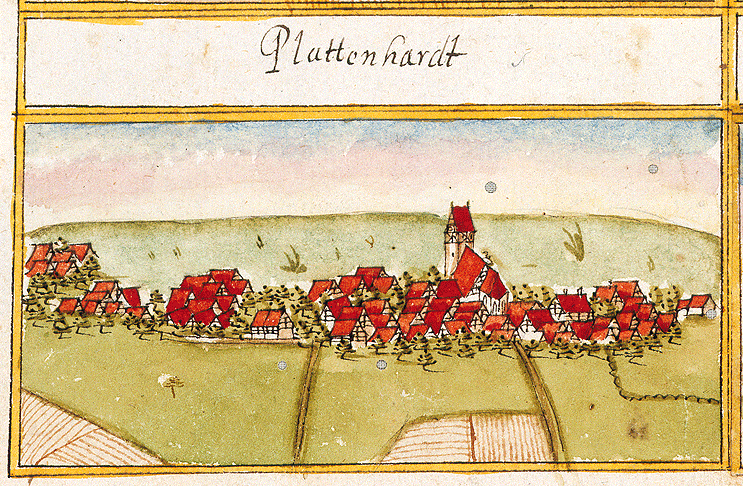
プラッテンハルト
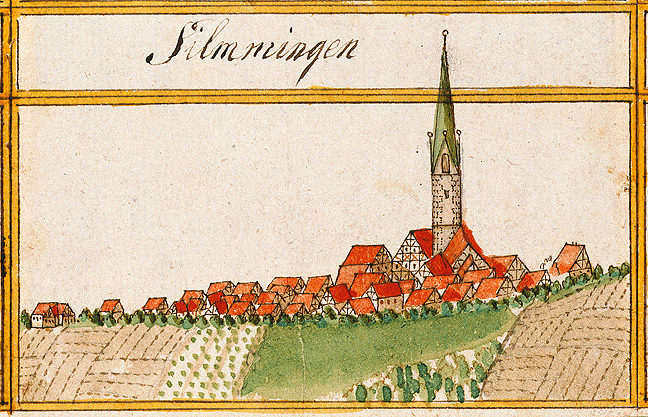
ジールミンゲン

## 住民

### 宗教
現在フィルダーシュタット市を形成している5つの旧町村の住民は元々コンスタンツ司教区に属していた。この集落は政治的には、古くからヴュルテンベルクに属していたため、1535年にウルリヒ公により宗教改革がなされ、その後何世紀もの間プロテスタントが主流となった。各町村にはそれぞれ1つ福音主義教会がある。ベルンハウゼンでは、大きな人口増加に伴って1965年にもう一つの教会、ヨハネス教会が建設された。さらにその後ペトルス教会が建設された。この3つの教会組織はさらに総合教会組織を形成し、2007年から1つのベルンハウゼン教会組織に統合された。ハルトハウゼン教会組織は、長らくベルンハウゼンの支教会であったが、その後プラッテンハルト、ウンタージールミンゲンの支教会を経て、1838年からボンランデンの支教会となった。1838年に独自の教会が建設され、1959年に独自の教会区が形成された。フィルダーシュタットの教会組織はいずれも、かつてはデガーロッホ監督管区ならびに教会管区に属していた。1981年にベルンハウゼン教会がヴュルテンベルク福音主義州教会内で独自の監督管区ならびに教会管区を形成し、フィルダーシュタットの市域の教会はいずれもこれに属している。
フィルダーシュタットでは20世紀以降再びカトリック信者が住み始めた。1968年にベルンハウゼンに聖シュテファヌス教会が組織された。この教会にジールミンゲンも属したが、ここには1958年から独自の教会聖ミヒャエル教会があった。ボンランデンでは1958年にカトリック教会「我らが聖母」教会が建設され、1961年から教区が形成された。この教会はプラッテンハルトもその管轄下に包含していた。ハルトハウゼンでは1968年にカトリック教会が建設され、その教区にグレツィンゲン（アイヒタール市）が属した。いずれの教会もロッテンブルク＝シュトゥットガルト司教区のエスリンゲン＝ニュルティンゲン首席司祭区に属し、その中でゼールゾルゲアインハイト2（司牧連合）を形成している。。
この2大教会の他にフィルダーシュタットには自由教会やその他の教団が存在する。たとえば2つのランデスキルヒェ・ゲマインシャフト、2つのアピス、2つのハーンシュ・ゲマインシャフト、ボンランデンの福音主義メソジスト教会、ジールミンゲンの福音主義自由教会フィルダーゲマインデ、グロー・ライフ・センターなどである。2つの新使徒教会、キリスト者共同体、エホバの証人もフィルダーシュタットで活動している。
キリスト教組織の他に、多くのイスラム教団や、クリスチャン、ムスリム、その他の宗教信者の間の活動や対話のためのキリスト教＝イスラム教協会がある。

### 人口推移
人口調査結果 (*) または州統計局の公式研究結果に基づく人口推移を以下に示す（この町を主たる住所地とする人口）。1961年と1970年の数値は、旧5町村の人口の合計値である。
|  |  |

## 行政

### 議会
フィルダーシュタットの市議会は32議席からなる。市議会は、これらの選出された名誉職の議員と、議長を務める上級市長で構成される。上級市長は市議会において投票権を有している。

### 首長
本市の首長は、8年ごとに住民により選出される上級市長である。彼は、5年ごとに同じく住民による選挙で改選される市議会の議長を務める。彼は、上級市長代理として公式には「エルスター・ビュルガーマイスター（直訳: 第1市長）」という名称の第1議員と、公式には「ビュルガーマイスター（直訳: 市長）」という名称のもう1人の議員を指名する。
市が成立した1975年以降の首長を列記する。
- 1975年 - 1983年: カール・フェスラー (CDU) 当初は「市長」、1976年7月1日から「上級市長」
- 1983年 - 2007年: ペーター・ビュムライン (SPD)
- 2007年 - 2015年: ガブリエーレ・デーニヒ＝ポッペンジーカー（無所属、2012年からSPD）

2015年7月5日にクリストフ・トラウプ (CDU) が本市の上級市長に選出された。彼は2015年10月3日から就任した。それ以前に彼は、フィルダーシュタット市議会の CDU/FDP の党派代表を務めていた。

### 青年議会
大規模郡都市フィルダーシュタットの青年議会は1987年10月に発足した。

### 市民参加
フィルダーシュタット市は2000年から市民をワークショップや住民会議に招待しており、ドイツにおける住民参加のパイオニア都市の1つになっている。市民参加ワークショップでは、120人までの参加者がテーマについて情報を提供された後、最大8人までの小グループに分かれて討議を行う。ワークショップは人口構成に合わせて組織される。このため、とても積極的に参加するグループの2倍から2.5倍の人数が参加を躊躇しているグループから集められる。アドレスの選択は、ランダムジェネレーターによって決定される。
市民参加の会合は上級市長直属の部局の担当で、招待状の発送もこの部局が行う。広範な参加という原則は市にとって重要である。このため、ランダムに選ばれた招待者の他に、適切な対話フォームが用意されている。小グループの準備段階では、ファシリテーターは1人の参加者にだけ話しかけ、他の参加者はそれを聞く。ここではまだ議論は行われない。その人物が話すことがなくなったら、次の人に話を振る。そうすることで黙っていた人に発言を促し、異なる雰囲気の下に置かれることになる。こうした準備は、住民にとって重要なテーマや視点を見つけるのに有用である。これ以外のかなり大規模な公開ワークショップにおいてもやはり小グループが形成される。ここで議論がなされ、アイデアが形作られ、提案がなされ、優先順位が形成される。
通常、提案の10から15パーセントが議題として取り上げられる。提案の 1/3 は市の管轄外である。その後関連する提案が分類され、要約され、市議会が可否を定める勧告にまとめ上げられる。否決した場合には、「フィルダーシュタット市民参加規約」に基づき、市民参加の勧告に従わない理由を詳細に説明しなければならない。フィルダーシュタットにおける市民参加のもう一つの特徴として、行政、市民および政治との間で常に対話が行われ、市民参加の過程で得られた施策やプロジェクトの実施の一助となっていることが挙げられる。

### 紋章と旗
図柄: 金（黄色）と緑が5回入れ替わる横縞模様。
解説: この紋章は、現在のすべての市区において重要な役割を担った自由騎士ベルンハウゼン家の紋章である。
紋章と旗はシュトゥットガルト行政管区長官によって1977年8月10日に認可された。市の旗は黄色 - 緑である。

### 姉妹都市
- ドンバール＝シュル＝ムルト（フランス、ムルト＝エ＝モゼル県）1972年
- ラ・ストゥレーヌ（フランス語版、英語版）（フランス、クルーズ県）1972年
- ポルタヴァ（ウクライナ、ポルタヴァ州）1988年
- オーシャッツ（ドイツ語版、英語版）（ドイツ、ザクセン州）1990年
- セルビー（英語版）（イギリス、ノース・ヨークシャー）2002年

1972年に当時独立した町村であったベルンハウゼンは、フランスのドンバール＝シュル＝ムルトおよびラ・ストゥレーヌと姉妹自治体協定を締結した。フィルダーシュタットは1988年に隣接するオストフィルデルンおよびラインフェルデン＝エヒターディンゲンと共同でウクライナのポルタヴァと姉妹都市協定を締結した。この他に1990年にザクセン州オーシャッツと、2002年にイギリスのセルビーと姉妹都市になっている。

## 文化と見どころ

### 演劇
- ベルンハウゼンの文化・会議センター「フィルハーモニー」(Filharmonie)[訳注 1]
- ボンランデンのコミュニケーションセンター「アルテ・ミューレ」
- 演劇グループ「フィルダービューネ」

### フェラインスリング
フィルダーシュタットの多くのクラブ・団体が、市区ごとにフェラインスリング（クラブ・団体の連合体）を形成している。フェラインスリングは、市当局に対するクラブ・団体の利益代表として機能し、各市区の祭りやイベントを開催している。
- フェラインスリング・ベルンハウゼン
- フェラインスリング・ボンランデン
- フェラインスリング・ハルトハウゼン
- フェラインスリング・プラッテンハルト
- 作業共同体ジールミンガー・フェライネ

### クラブ・団体
- シュヴェービシェ・アルプ協会のプラッテンハルト支部は、2000年にアイヒェンドルフ章を授与された。
- フェライン・ケリー＝インゼルはフィルダーシュタットに本部を置いている。

### スポーツ
- TSV ベルンハウゼン
- SV ボンランデン、サッカー第1チームはランデスリーガ・ヴュルテンベルク・シュタッフェル II でプレイしている（2019年5月現在）
- TSV ハルトハウゼン（クライスリーガ A）
- TSV プラッテンハルト（ランデスリーガ・シュタッフェル II）
- TSV ジールミンゲン（クライスリーガ A）
- DLRG ベルンハウゼン（ドイツ・ライフセービング協会）
- フィルダーシュタットは、1978年から2005年までフィルダーシュタット＝プラッテンハルトで開催されていたポルシェ・テニス・グランプリによってドイツ全土で知られていた。この大会にはその時点でのテニスエリートが参加した。この大会はその後シュトゥットガルトで開催されている。
- グイド・クラッチュマー（ドイツ語版、英語版）は1980年6月14日にフラインスバッハシュターディオンで、8649ポイントの十種競技の世界記録を樹立した。この記録は、1983年6月6日に同じ競技場で、ユルゲン・ヒングゼンが記録した8779ポイントによって更新された。
- 1991年、ブルノでのサイクルフィギュア世界大会でミヒャエル・ベプレとマティアス・シュレヒトが男子ペアで、イリス・クルツが女子シングルで世界チャンピオンになった（3人はいずれもエーデルワイス・ボンランデンの所属である）。
- 2014年の総合格闘技女子ヨーロッパ選手権で優勝したユディト・ルイスはフィルダーシュタット＝ボンランデンの武道ケラーで練習している。

### 音楽
- アコーディオンおよびハンドハーモニカ＝クラブ・ジールミンゲン e.V.
- ビッグ・バンド・ハルトハウゼン e.V.
- ベルンハウゼン音楽クラブ e.V.
- ボンランデン音楽クラブ・ハーモニー e.V.
- プラッテンハルト音楽クラブ「フライ＝ヴェーク」e.V.
- ジールミンゲン音楽クラブ e.V.

フィルダーシュタットの4つの音楽クラブは、若者活動をユーゲントブラスオーケストラ・フィルダーシュタット（JUBO フィルダーシュタット）に統合した。

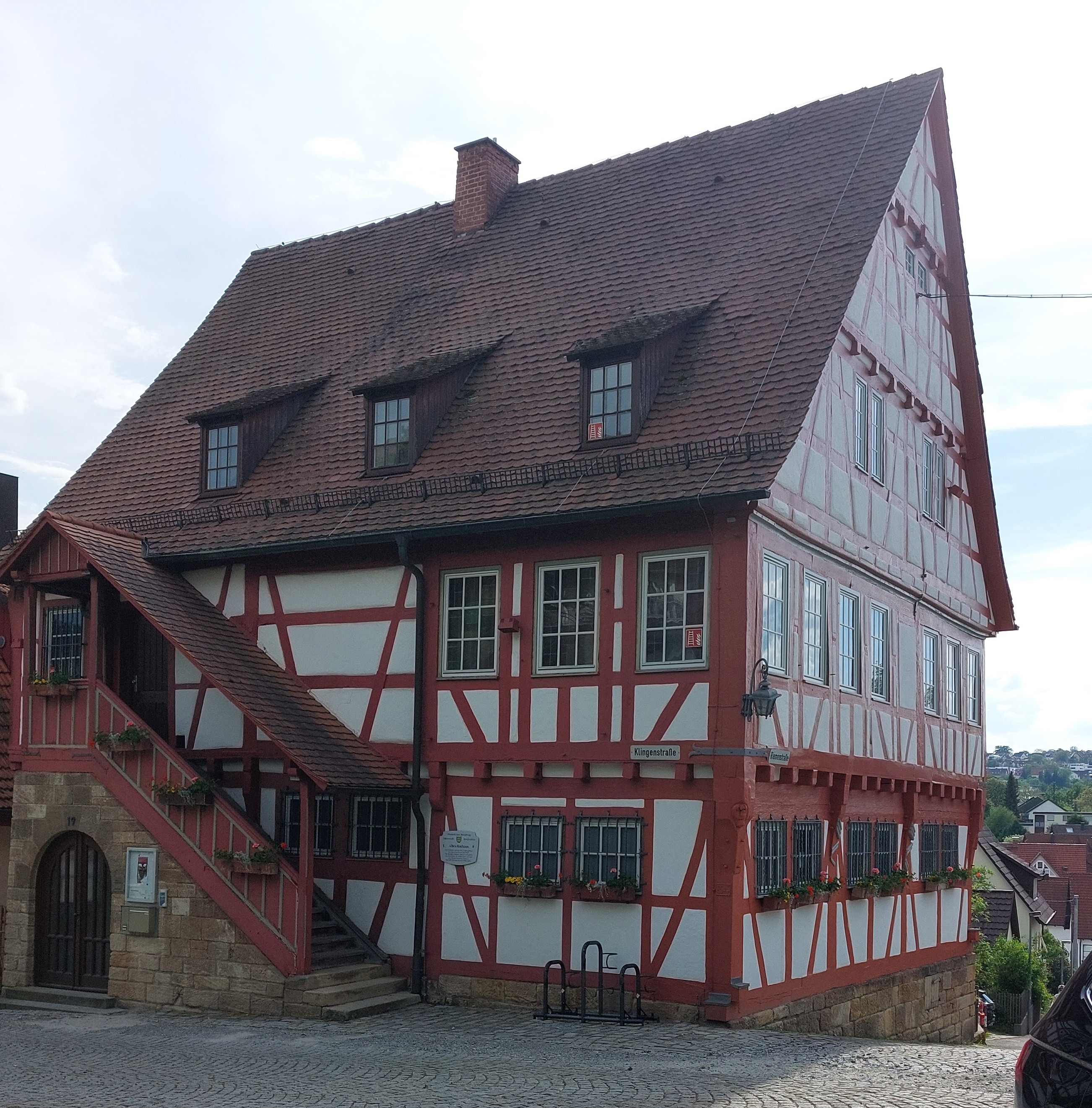
ゴットロープ＝ホイスラー博物館が入居しているボンランデン旧町役場

### 博物館
かつてのボンランデンの町役場には、ゴットロープ＝ホイスラー博物館がある。展示されているのは、フィルデルンの農業、手工業（靴職人、大工、ブラシ職人の工房）、キッチン、雑貨屋といった昔の日常生活である。

### 建築

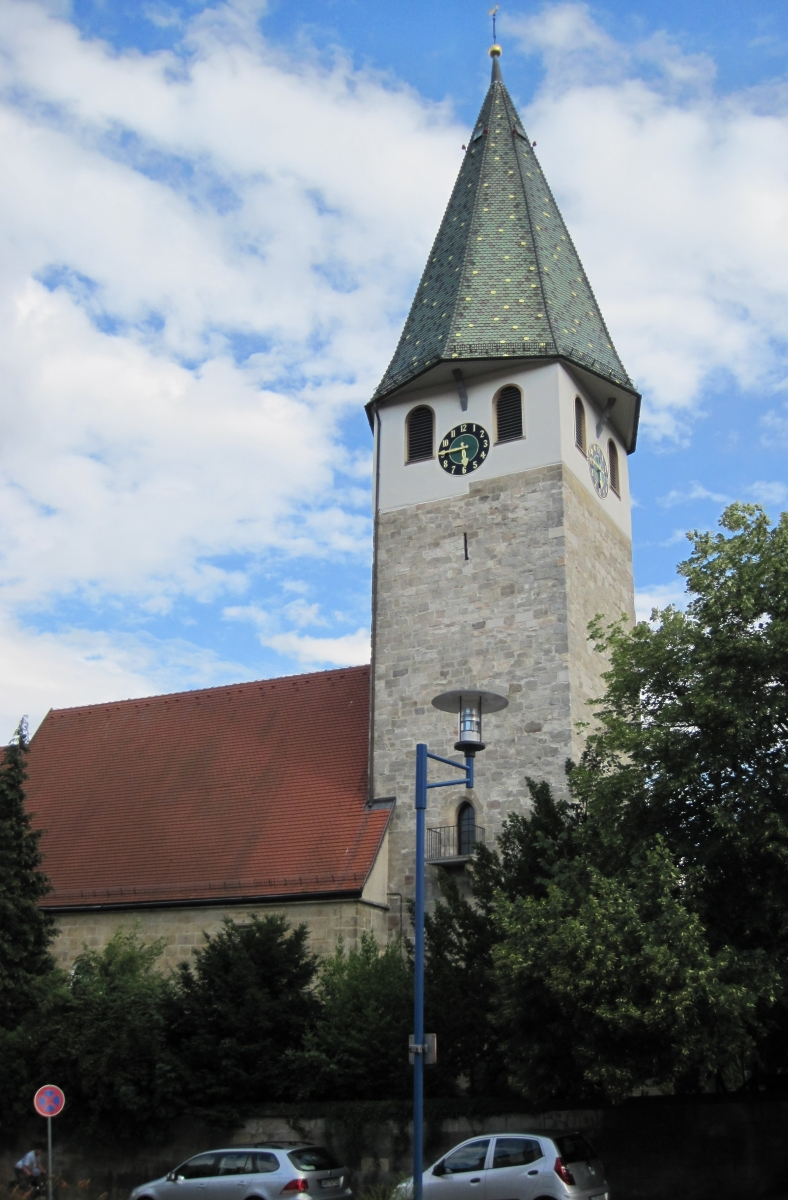
ベルンハウゼンのヤコブス教会

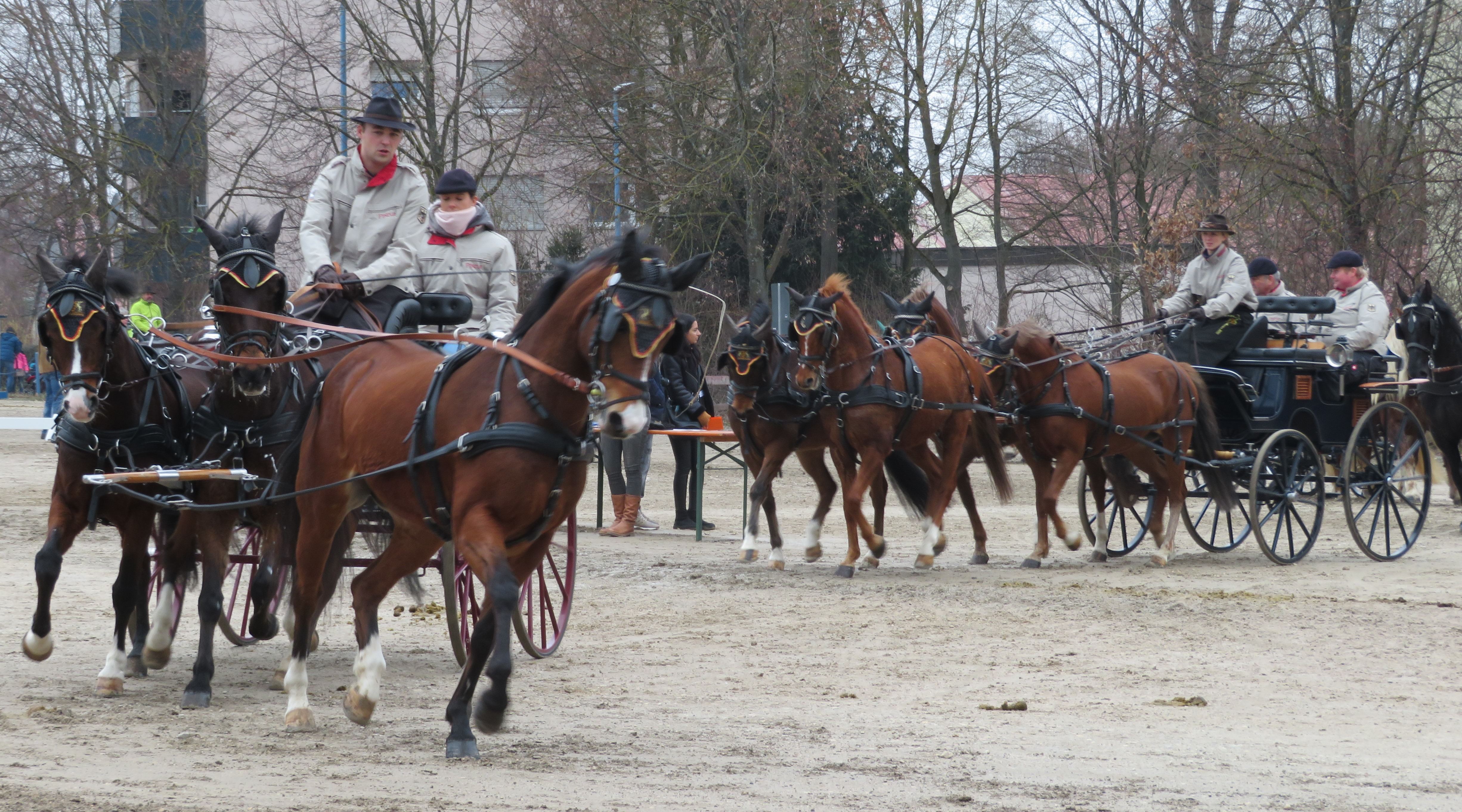
ベルンハウゼンの馬市（2019年）

- 福音主義のヤコブス教会ベルハウゼンは、ベルンハウゼンの象徴的建造物である。元々は聖ガルス（ドイツ語版、英語版）に献堂されていたこの教会は、1275年から現在の名称となった。現在の教区教会は、初期ゴシック様式の教会塔（ドイツ語版、英語版）を持つ西東部と八角形の1680年の増築部を有している。1475年建造の身廊は何度も改築され、1956年に拡張された。
- ベルンハウゼンの町役場は1683年にバロック様式の下部構造を持つ木組み建築として建設された。
- ベルハウゼンの牧師館は17世紀に建設された。ここには詩人のグスターフ・シュヴァープが住んでいた。
- 旧校舎は1537年に建設され、1951年まで学校として利用されていた。
- 福音主義の教区教会であるゲオルクス教会ボンランデンは、中心部は後期ゴシック様式で、西塔は交差リブヴォールト、内陣は網状ヴォールトを有している。身廊は何度も改築され、その最後は1912年である。
- 1718年建造のブドウ絞り所もある。
- ハルトハウゼンの教会は、1838年に後期古典主義様式で建設されたが、1601年からすでに礼拝堂として、1763年から学校として利用されていた。
- プラッテンハルトの福音主義アントリアヌス教会は、1480年頃の内陣と聖具室および、それよりもわずかに新しい身廊を持つ。塔は1787年に現在の姿になった。プラッテンハルトのカトリック教会は1950年代に建設された。
- ジールミンゲンのマルティンス教会は1496年に建設され、交差リブヴォールトの前室を持つ四角形の内陣を有している。
- 発明家フィリップ・マテウス・ハーン（ドイツ語版、英語版）の父親が生まれたハーンシェス・ハウスも見応えがある。
- ウールベルク塔からは、シェーンブーフ（ドイツ語版、英語版）、フィルダー平地（ドイツ語版、英語版）、シュヴェービシェ・アルプを望む良い眺望が得られる。1890年代にはすでに海抜 469 m の現在の塔の場所に木製の展望台が設けられており、1903年に高さ 17 m の木製の塔に建て替えられた。この塔は1961年に老朽化のために取り壊さなければならなくなり、1963年に現在の高さ 25 m の塔に建て替えられた。シュヴェービシェ・アルプ協会によって維持・管理されているこの塔は、特定の時期にオープンしており、キオスク、ピクニック場、遊戯場を備えている。

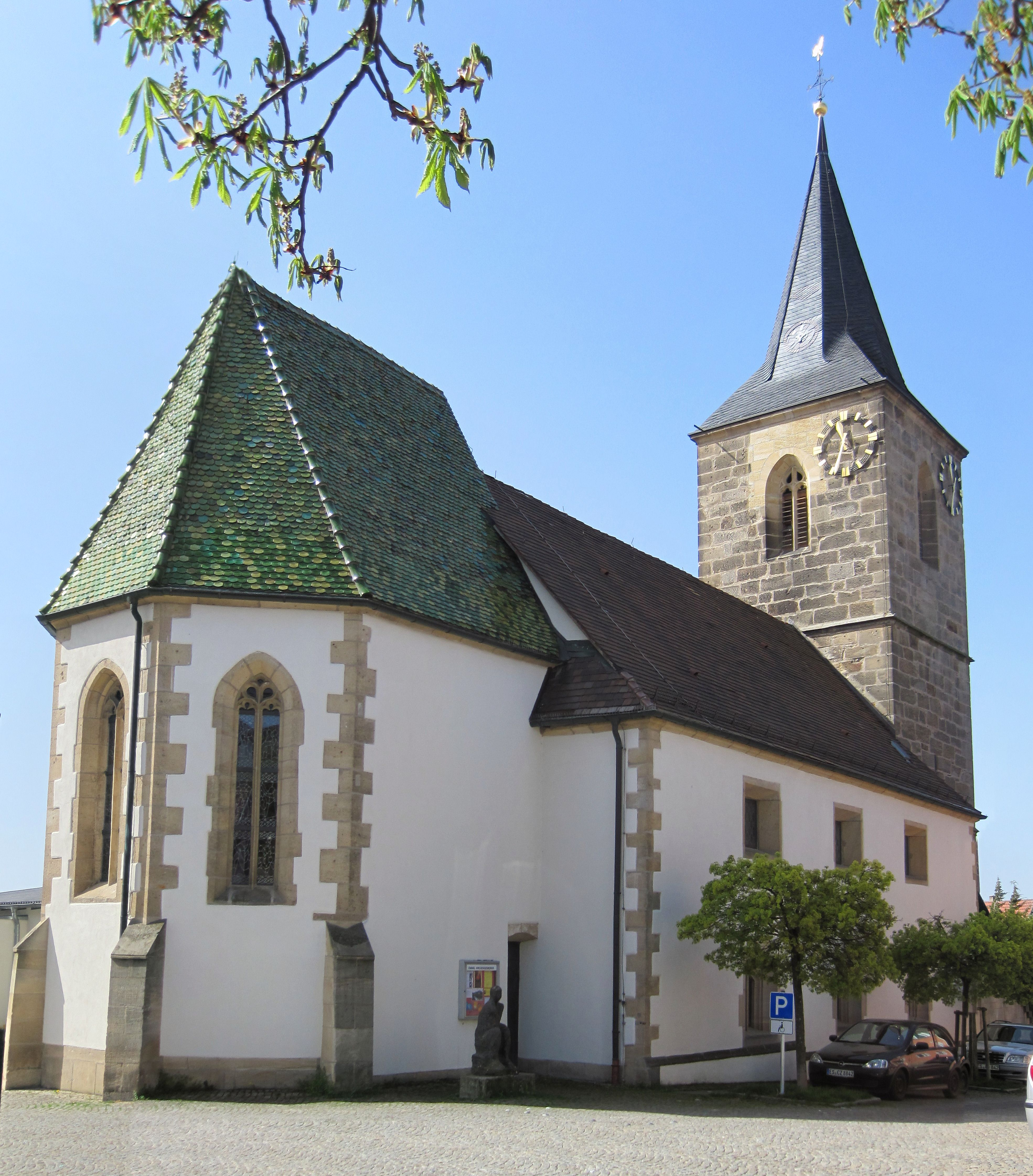
ボンランデンのゲオルクス教会
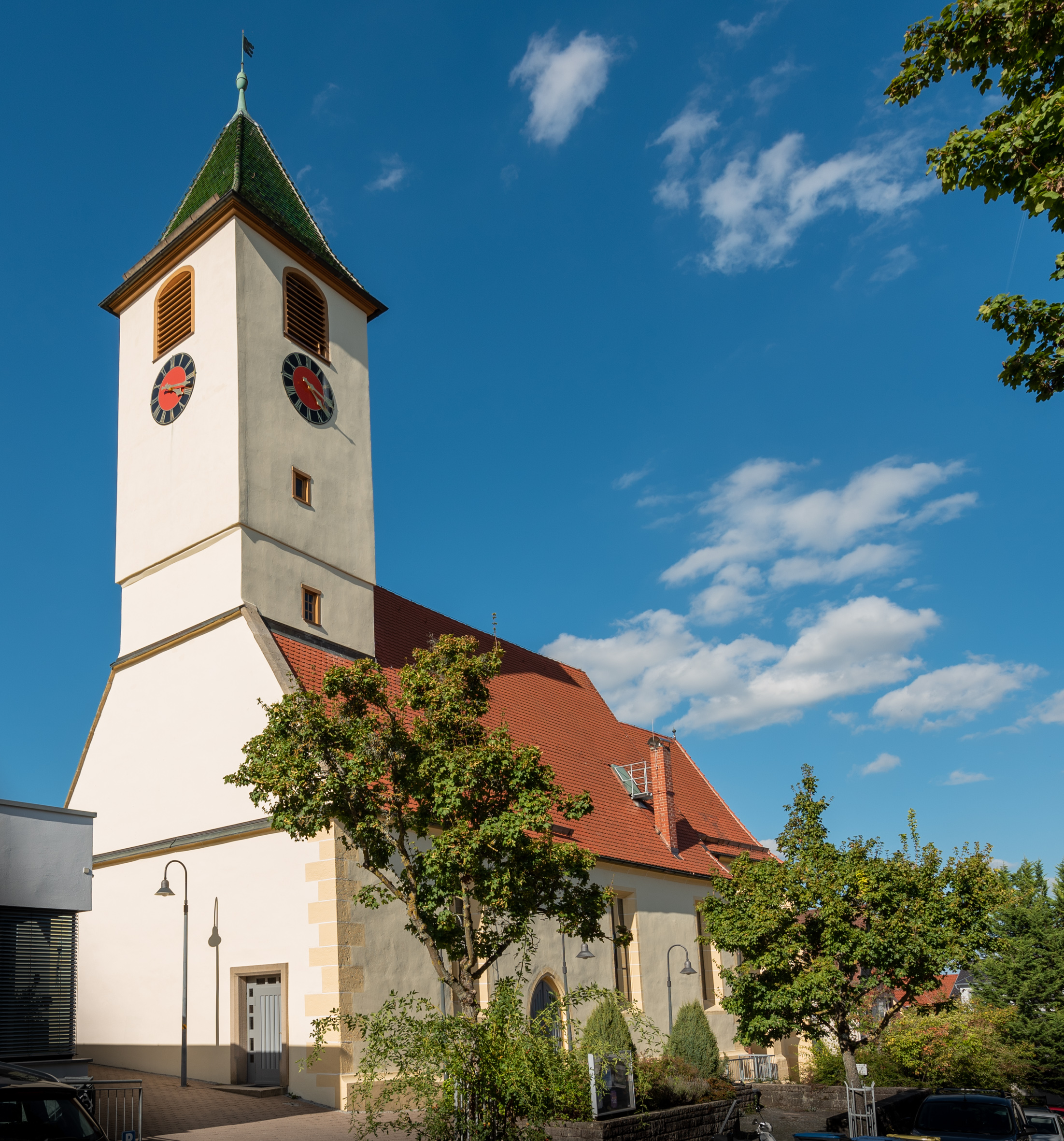
プラッテンハルトのアントリアヌス教会
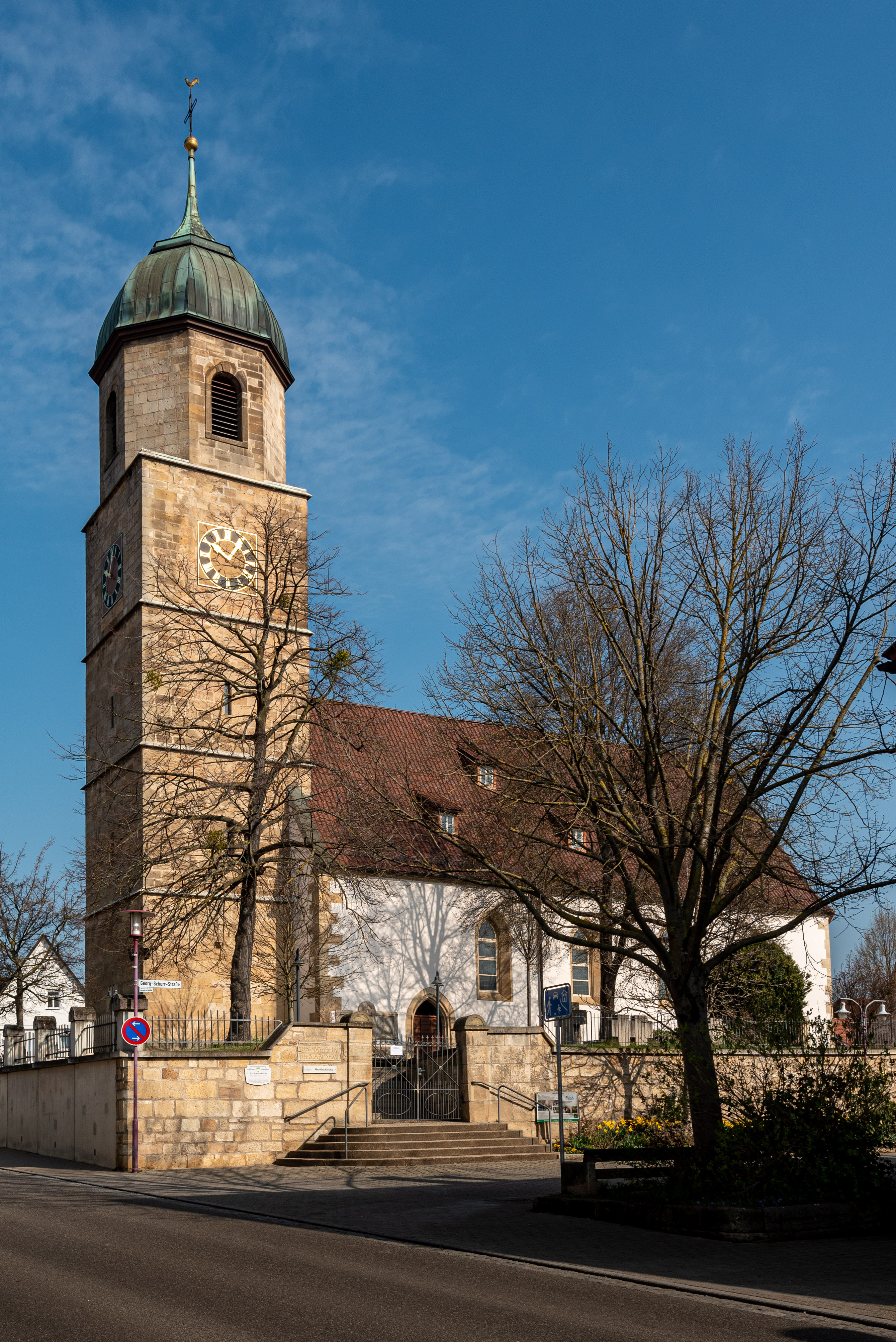
ジールミンゲンのマルティンス教会
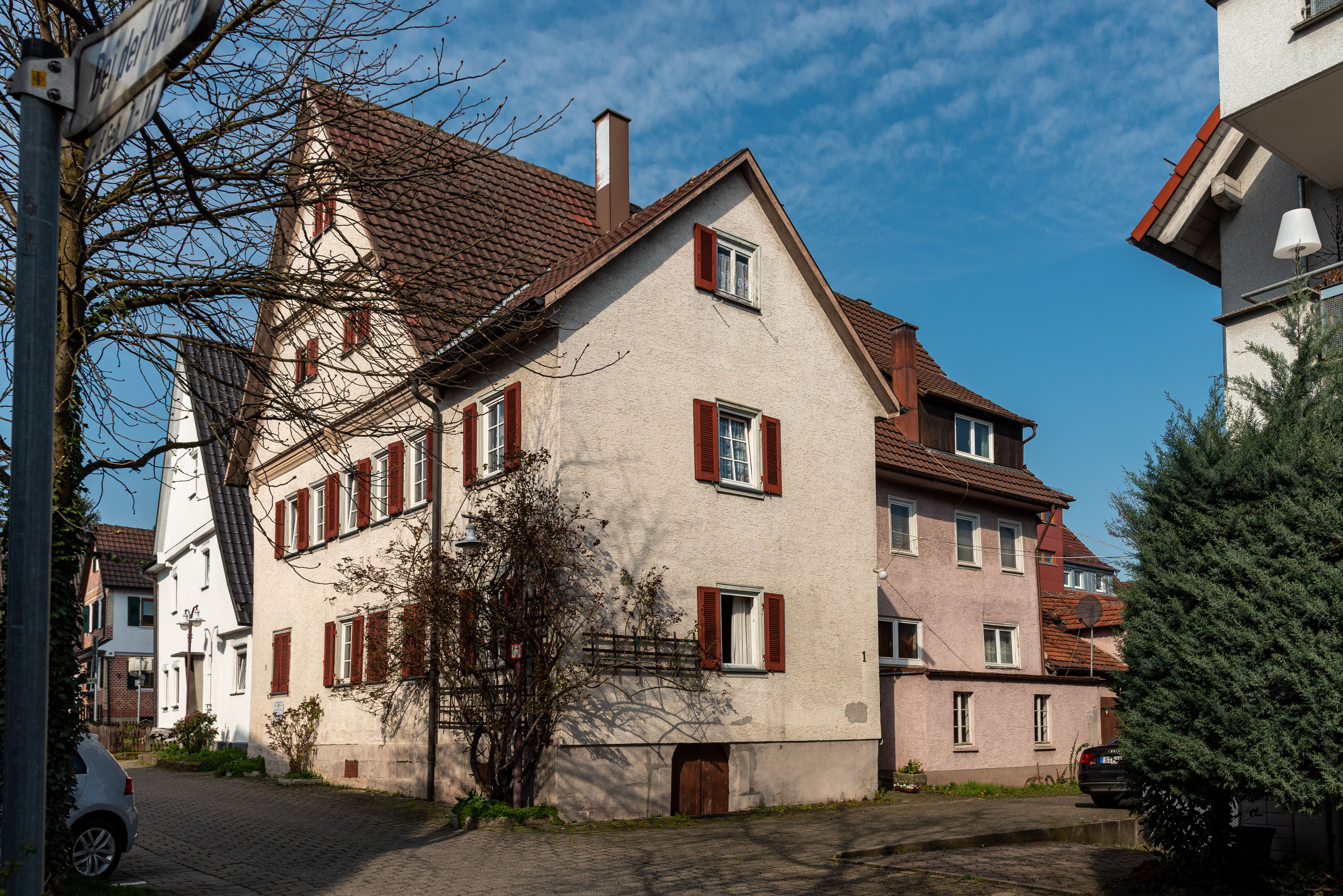
ジールミンゲンのハーンシェス・ハウス
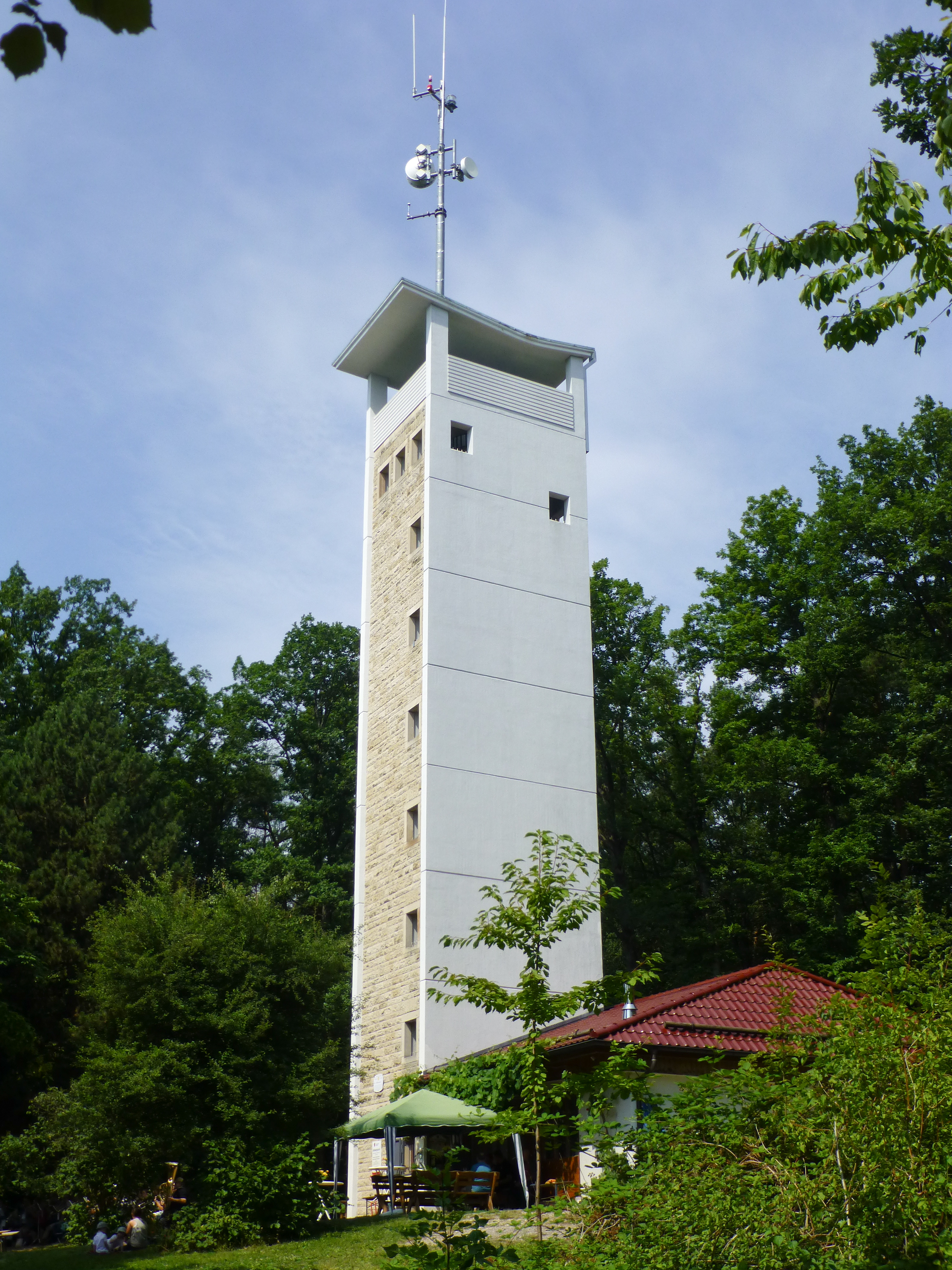
ウールベルク塔

### 年中行事
- 2月/3月: ベルンハウゼンの馬市
- 5月1日: プラッテンハルトのウールベルク塔で開催されるシュヴェービシェ・アルプ協会のハンメルフェスト。
- 聖霊降臨節: ヴァイラーハウの U19 国際サッカー大会
- 6月: ベルンハウゼンのベーレンフェスト、ハルトハウゼンのマルクト広場祭
- 7月: ボンランデンのザイフェスト、パッテンハルトのシュトラーセンフェスト
- 8月の最終週末: ローゼン通りのベルンハウゼン音楽クラブのシュトラーセンフェスト
- 9月初め: ジールミンゲンの教会広場祭（5年毎に祝祭広場で開催される4日間の郷土祭、開催されたのは2008年、2013年、2018年）
- 第1アドヴェントの週末（土曜日、日曜日）にベルハウゼンのルントシュポルトハレで開催される芸術工芸市。
- 12月: ジールミンゲンのアドヴェントの金曜日ごとに開催される「トレフ・ウンター・デム・ヴァイフナハツバウム」（直訳: クリスマスツリーの下の集会）、ベルンハウゼンおよびプラッテンハルトのニコラウスおよびクリスマスマーケット

## 経済と社会資本

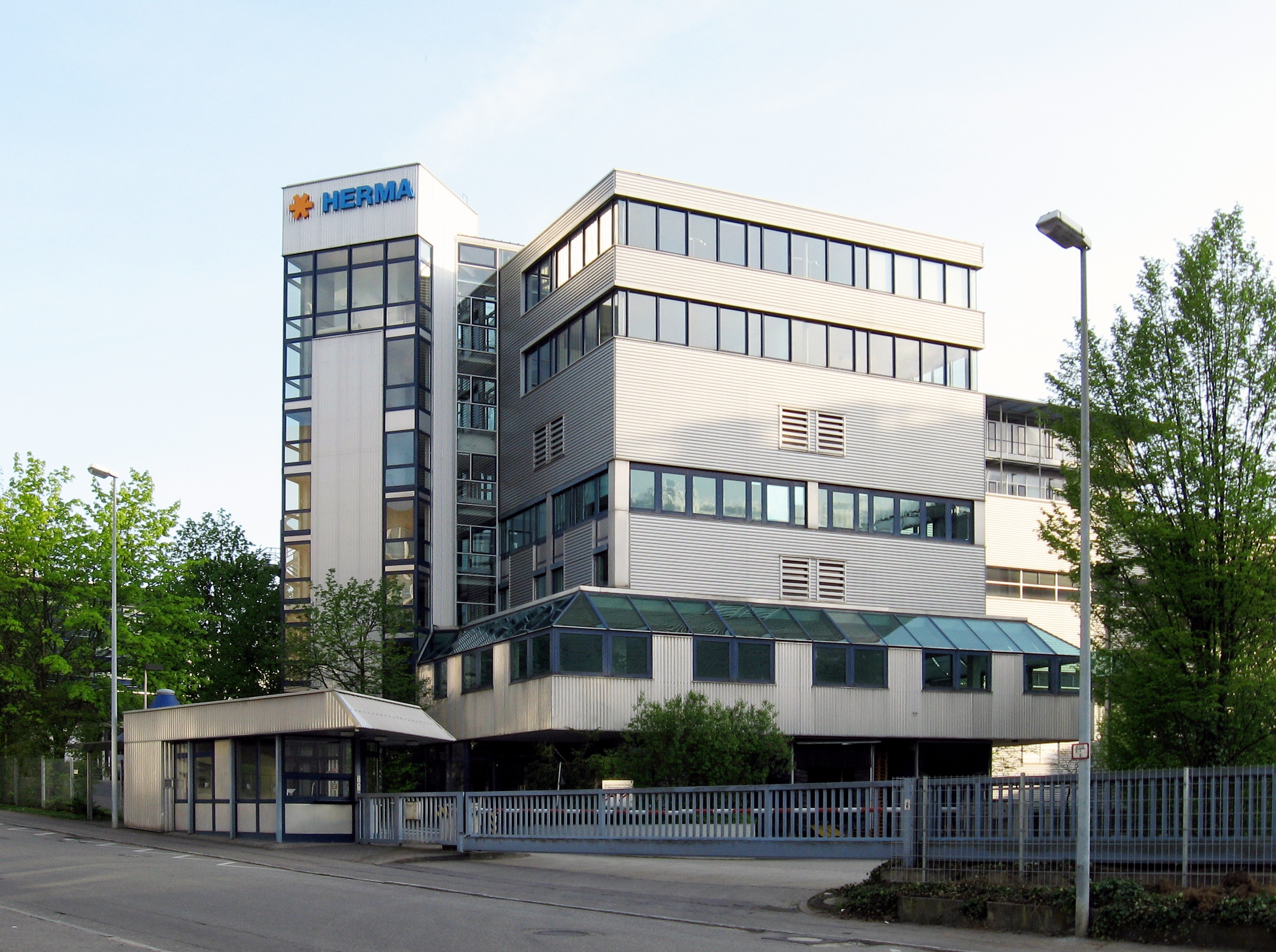
ボンランデンのヘルマ本社

フィルダーシュタット最大の雇用主が、ラベルメーカーのヘルマ、空調技術のモディーネおよびテュフズードの2番めに大きな支所である。ベルンハウゼンにあり、約15万 m2 の広さを持つシュトゥットガルト空港の航空貨物センターには、70以上の流通分野の企業が出店している。フィルダーシュタットの雇用市場の 30 % を占める製造業分野は、主に中小の自動車下請け業者からなる。
フーゴ・ボス AG は、ボンランデンのアッフェルター産業地区に、2012年に面積 23,400 m2 の高層倉庫の建設を開始した。この倉庫は2014年に完成した。この他に屋内サッカー施設「ホール・オブ・サッカー」がある。

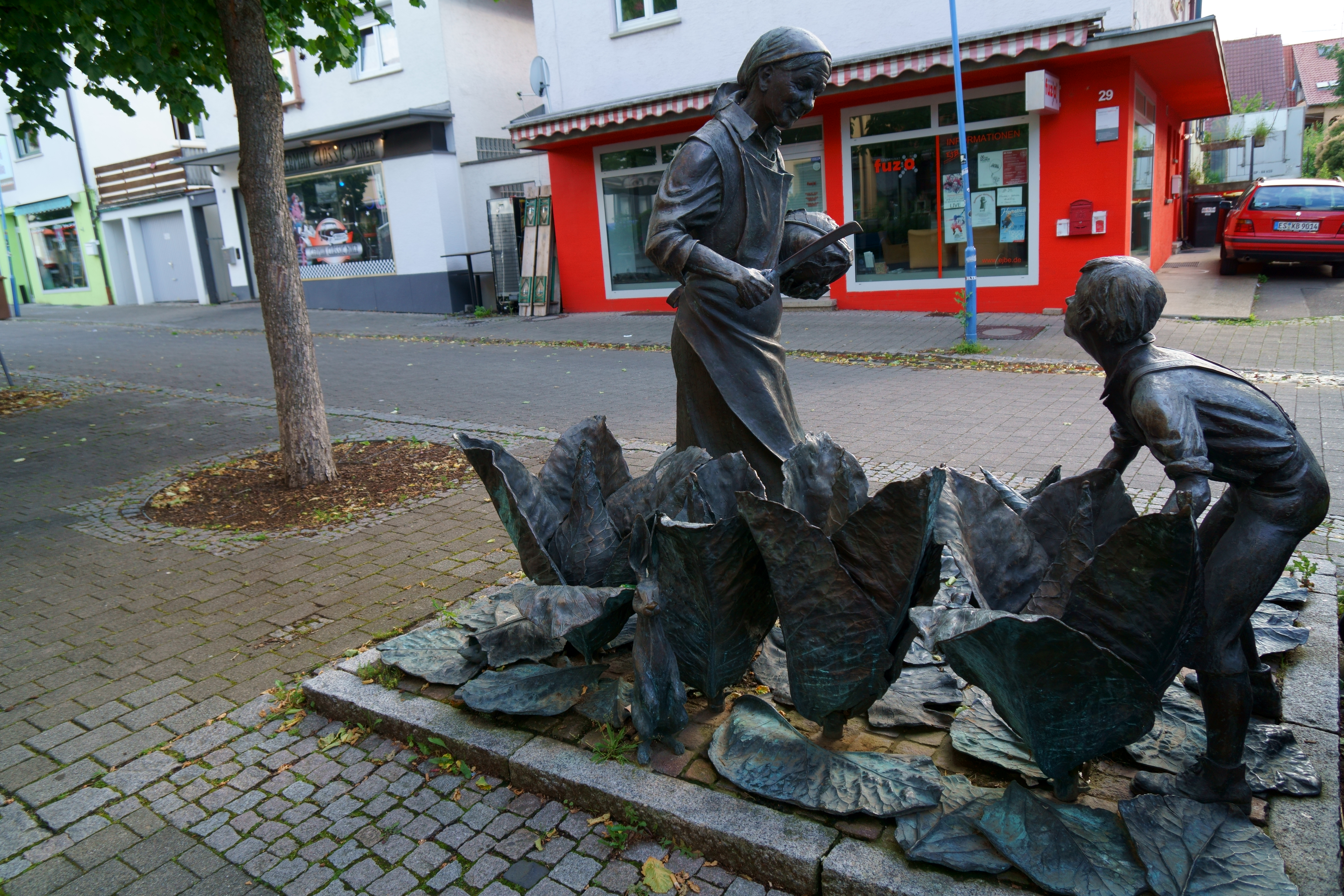
ベルンハウゼン地区のキャベツ農家の像

### 農業
湿潤な黄土の土壌を持つフィルダー地方は古くから重要な農業地域であった。かつての「シュトゥットガルトの菜園」は入植・インフラプロジェクトによってやや衰退したが、フィルダーシュタットのキャベツ栽培の中心地であるベルンハウゼンやジールミンゲンをはじめ、すべての市区で現在も農業が行われている。農業の構造変化により、農業事業者が減少したが、現在も約70軒がいる。
ここではキャベツや野菜の栽培が前面であり、畜産はやや少数であった。現在では、果物、野菜、肉、ソーセージやパンなどの製品を農家から直接ファームショップや週末マーケットで販売している。
市の総面積に占める市街地の面積は2000年から2020年までの間に 16.7 % から 19.6 % まで増加した。同じ期間に農耕地は 50.3 % から 45.5 % まで 4.8 % 減少した。

#### キャベツ栽培
伝統的なフィルダークラウトは、1777年に牧師のヴィルヘルム・ビショフによって初めて記録された。初めはおそらくデンケンドルフ修道院の菜園で作られた。工業化に伴いその重要性が増した。キャベツ栽培の中心地とされるエヒターディンゲン、ベルンハウゼン、ジールミンゲンでは現在も高い評価を得ている。一方で作業の容易な丸いキャベツの栽培も増えている。

#### フィルデルンの畜産業
フィルダー地方は、アルゴイやスイスのように酪農や食肉の盛んな地域ではないため、家畜は自給自足ために飼育されるだけであった。100年前の景観は牧畜が盛んであり、ブタ、ヒツジやヤギ、ウサギ、ニワトリ、アヒルなどの小動物が家や町並みの一部となっていた。雄牛は牛舎に収容され、町はこれを維持する義務があった。現在では買い物の環境が改善され牧畜が必要なくなったため、家畜の数は減少している。現在は古い住居に家畜用の施設が見られるだけである。例えば、ウマの機能は変化した。ウマの数は30年前の5倍になっている。かつては運搬や作業用の家畜であったのに対して、現在は乗馬のための趣味の動物となっている。1999年から2020年までの21年間で乳牛の数は約 68 %減少した。これはフィルダーシュタット特有の状況ではなく、農業を行っているほぼすべての場所で起こっていることである。

#### 果実栽培
フィルダーシュタットには果樹園がとても多くある。果樹ガイドや「モビーレン・モステ」といったプロジェクトによって、こうした自然環境を保持しようとしている。毎年開催されているフィルダーガルテンマルクト・ブリームスのアプフェルフェスト（リンゴ祭）は、フルーツ・ファンに常に人気である。ゼーフェレ教育センター近くのムゼウムスオプストガルテン（直訳: 保存果樹園）には古い種類の果樹が栽培されている。

#### 有機農業
フィルダーシュタットでは、特にボンランデンのビオラント・ゲミューゼホーフ・ヘルツで有機農業が行われている。

### 交通
シュトゥットガルト空港はフィルダーシュタットのすぐ北側に位置している。滑走路はフィルダーシュタットの市域内にあり、管制塔もベルハウゼンの住宅地の外れにある。
フィルダーシュタットの北の市境付近を連邦アウトバーン8号線（A8号線、カールスルーエ - ウルム）が通っている。本市はシュトゥットガルト空港インターチェンジ経由でこの道路に直接つながっている。さらに、4車線の連邦道27号線（B27号線、シュトゥットガルト - テュービンゲン）と連邦道312号線（B312号線、シュトゥットガルト空港 - ロイトリンゲン）が市域を通っているが、B312号線のベルンハウゼン - ボンランデン線は、B328号線の代償として州道に格下げされた。

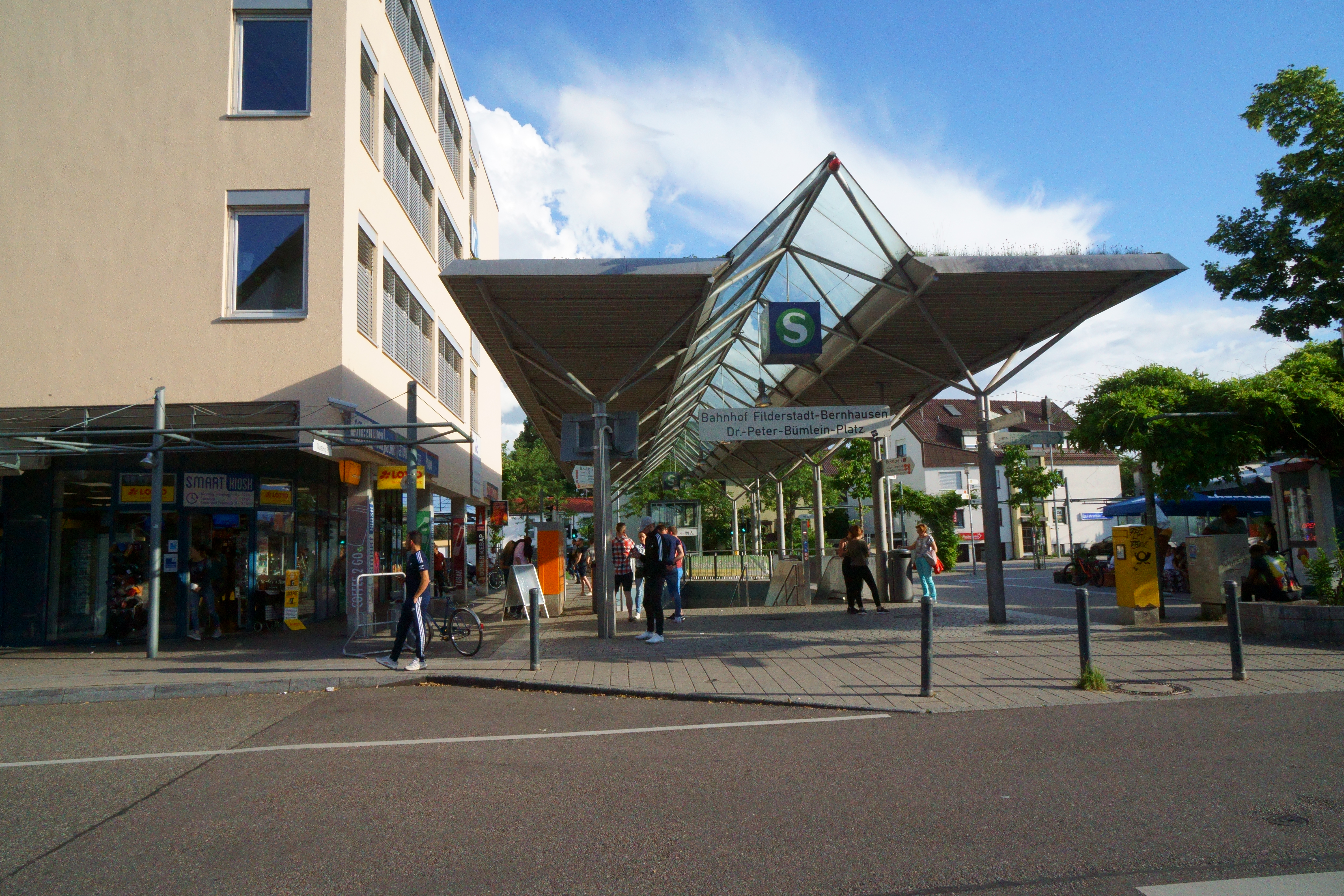
Sバーンのフィルダーシュタット駅の入り口

2001年秋からシュトゥットガルトSバーンのS2号線（フィルダーシュタット - ショルンドルフ間を運行しており、シュトゥットガルト空港やシュトゥットガルト中央駅を経由する）が公共旅客近郊交通として存在する。Sバーンのフィルダーシュタット駅はベルンハウゼン市区にある。この駅は、市内を運行している9から10路線のバスの乗換え地点でもある。これらの路線にはシュトゥットガルト交通・運賃連合 (VVS) 内の統一料金が適用される。その例外が、プフリンゲン/ロイトリンゲンとシュトゥットガルト空港とを結ぶX3号線で、ネッカー＝アルプ＝ドナウ交通連盟 (Naldo) に属している。
フィルダーシュタットはバーデン＝ヴュルテンベルク州の自転車友好自治体作業共同体の創設メンバーである。フォルダーシュタット自転車ルートネットが5つの市区を結んでいる。

### メディア
フィルダーシュタットの日々の出来事は、日刊紙のシュトゥットガルト・ツァイトングとシュトゥットガルト・ナハリヒテンに属するフィルダー＝ツァイトゥングで報道される。この他にフリーペーパーの「フィルダー・ヴォーヘンブラット」もある。

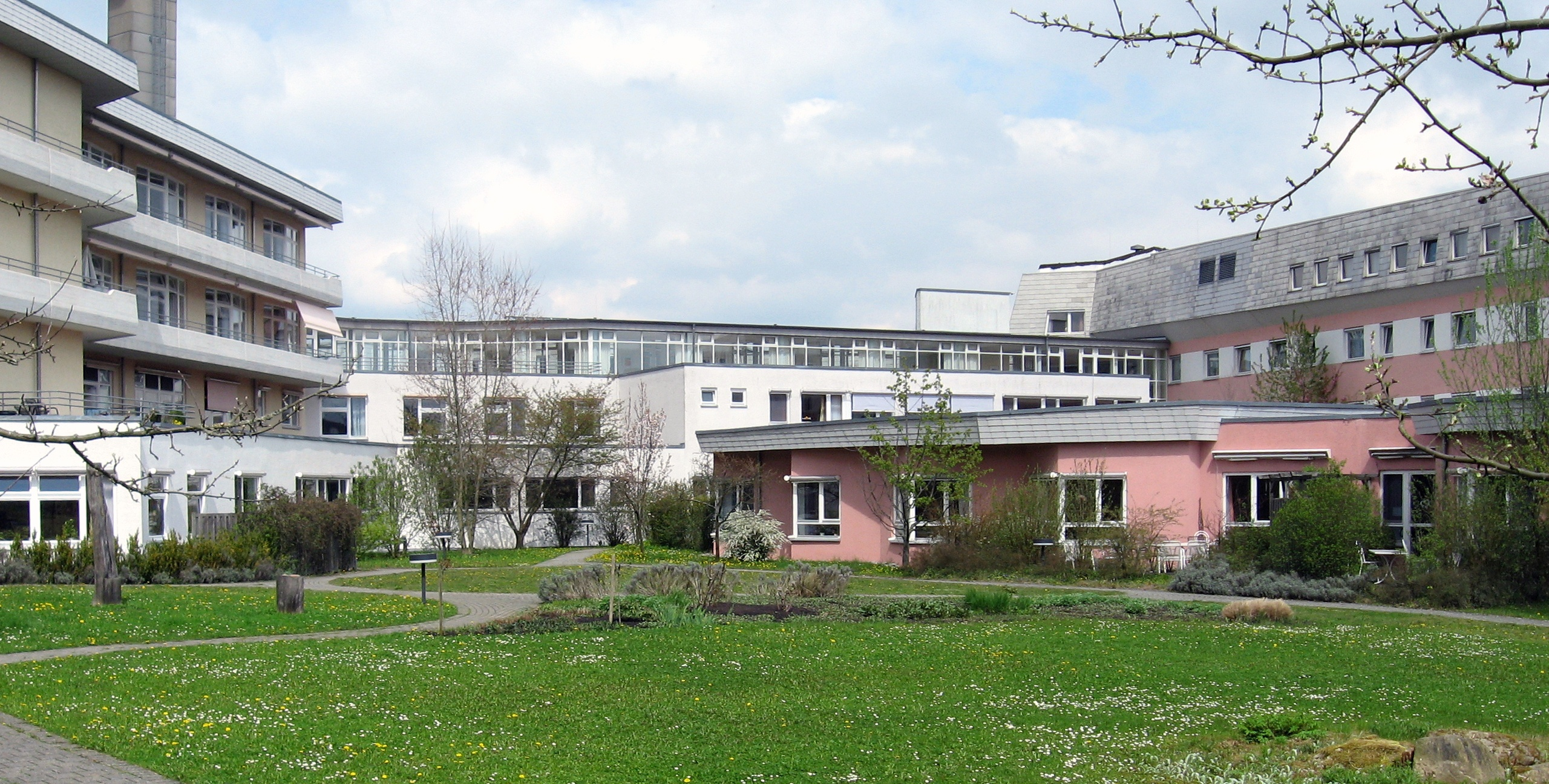
フィルダークリニーク

### 施設
フィルダーシュタットには公証人役場がある。
ベルンハウゼン市区には、ヴュルテンベルク福音主義州教会のベルンハウゼン教会管区の本部がある。
ボンランデン市区には、基礎・標準治療の一部をなす地域病院フィルダークリニークがある。
プラッテンハルト市区には2012年以降、精神疾患のある成人のためのディアコニー・シュテッテン e.V. の36戸からなる住居連合がある。このうち12戸はアパートの住居である。

### 消防団
フィルダーシュタット消防団は、1975年の市の創設とともに結成された市の公益団体である。消防団は5つの出動部隊、1つの市全域をカバーする青年消防隊、シニア消防部隊からなる。担当エリアの日常的な業務に加えて、シュトゥットガルト空港やB27号線の該当区間にも出動する。消防団全体で、年間300件ほどの消火活動を行っている。

### 教育
フィルダーシュタットにはすべての種類の学校がある。ベルンハウゼンには基礎課程学校（ブルッケンアッカーシューレ）、基礎課程・本課程学校（ゴットハルト＝ミュラー＝シューレ）、フラインスバッハ実科学校、エリーザベト＝ゼルバート＝ギムナジウム（旧エドゥアルト＝シュプランガー＝ギムナジウム）がある。この他にフィルダーシュタット音楽学校もある。ボンランデンには基礎課程学校（ウールベルクシューレとシラーシューレ）およびゼーフェレ教育センターの作業実科・実科学校がある。ハルトハウゼンには基礎課程・作業実科学校（リンデンシューレを含むヤーンシューレ）がある。プラッテンハルトには基礎課程学校（ヴァイラーハウシューレ）の他にフィルダーシュタット市民大学&芸術大学がある。ジールミンゲンには基礎課程学校（ヴィーラントシューレ）、ディートリヒ＝ボンヘッファー＝ギムナジウム、養護学校（ペストラロッツィシューレ）がある。私立学校のヴァルドルフ学園「グーテンハルデ」もある。

### ライフライン
本市はフィルダー水供給目的連合に加盟している。ハルトハウゼン市区とジールミンゲン市区およびボンランデン市区北部ではネッカータイルフィンゲン浄水場からフィルダー川の水が供給される。ベルンハウゼン市区とプラッテンハルト市区およびボンランデン市区南部では、ボーデン湖水供給目的連合から飲料水が供給される。
本市の電力および天然ガス網は EnBW レギオナル AG によって運営されている。
排水浄化のためにボムバッハ下水処理場とフラインスバッハ下水処理場が稼働している。
廃棄物処理はエスリンゲン郡の廃棄物処理会社が担当している。

## 人物

### 出身者
- ヨハン・ゴットハルト・フォン・ミュラー（ドイツ語版、英語版）（1747年 - 1830年）銅版画家
- ペーター・ガルトマイヤー（ドイツ語版、英語版）（1978年 - ）ビーチバレーボール選手
- ファビアン・シュルツェ（ドイツ語版、英語版）（1984年 - ）棒高跳選手
- マリー・ミュラー（1985年 - ）ルクセンブルクの女子柔道選手
- マルティン・ペーターセン（1985年 - ）サッカー審判員
- ラウラ・シグムント（1988年 - ）テニス選手
- ヘレン・グロベルト（ドイツ語版、英語版）（1992年 - ）マウンテンバイク・クロスカントリー選手（ドイツ語版、英語版）
- マルヴィン・プラッテンハルト（1992年 - ）サッカー選手
- レオニー・アダム（1993年 - ）トランポリン選手
- カミラ・プフェッファー（ドイツ語版、英語版）（1993年 - ）新体操選手
- リカルダ・ラング（1994年 - ）政治家（同盟90/緑の党）

### ゆかりの人物
- エドゥアルト・メーリケ（1804年　-1875年）詩人。ベルンハウゼンのヤーコブス教会で最初の説教を行い、牧師を務めた1829年の数カ月間プラッテンハルトの牧師館に住んだ。
- ミヒャエル・エンデ（1929年 - 1995年）作家。ボンランデンで亡くなった。
- ローマン・ヘルツォーク（1934年 - 2017年）連邦大統領（1994年 - 1999年）を務めた政治家。バーデン＝ヴュルテンベルク州内務大臣を務めた1978年から5年間ベルンハウゼンのルートヴィヒス通りに住んでいた。
- パウル・マール（ドイツ語版、英語版）（1937年 - ）児童文学作家、イラストレーター。1970年代に、ベルンハウゼンのエドゥアルト＝シュプレンガー＝ギムナジウムで数年間美術教師を務めた。
- マルク・キーンレ（ドイツ語版、英語版）（1972年 - ）サッカー選手、指導者。フィルダーシュタットで育った。
- ドミニク・ノートナーゲル（ドイツ語版、英語版）（1994年 - ）サッカー選手。フィルダーシュタットで育った。

## 関連図書
- Karl Eduard Paulus, ed (1851). “Bernhausen”. Beschreibung des Oberamts Stuttgart, Amt. Die Württembergischen Oberamtsbeschreibungen 1824–1886. Band 28. Stuttgart: J. B. Müller. pp. 111–118
- Landesarchivdirektion Baden-Württemberg, ed (1978). Das Land Baden-Württemberg – Amtliche Beschreibung nach Kreisen und Gemeinden. Band III Regierungsbezirk Stuttgart, Region Mittlerer Neckar. Stuttgart: Kohlhammer. ISBN 978-3-17-004758-7
- Nikolaus Back (2000). Von Filderlinden nach Filderstadt. Die Gemeindereform von 1975. Stadt Filderstadt. ISBN 978-3-934760-01-1
- Landesarchiv Baden-Württemberg i. V., Landkreis Esslingen, ed (2009). Der Landkreis Esslingen, Band 1. Ostfildern: Jan Thorbecke Verlag. p. 519. ISBN 978-3-7995-0842-1

### 訳注
1. ↑  Filder と Philharmonie の造語